# Lili Schönemann

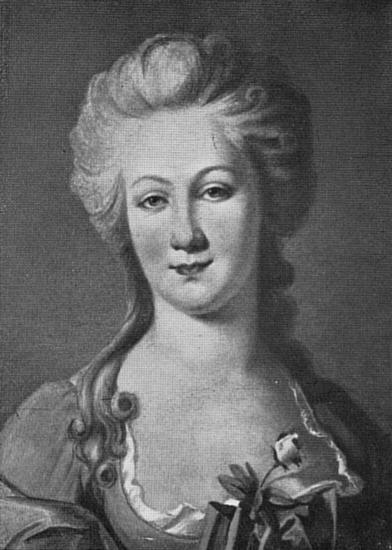
Lili Schönemann

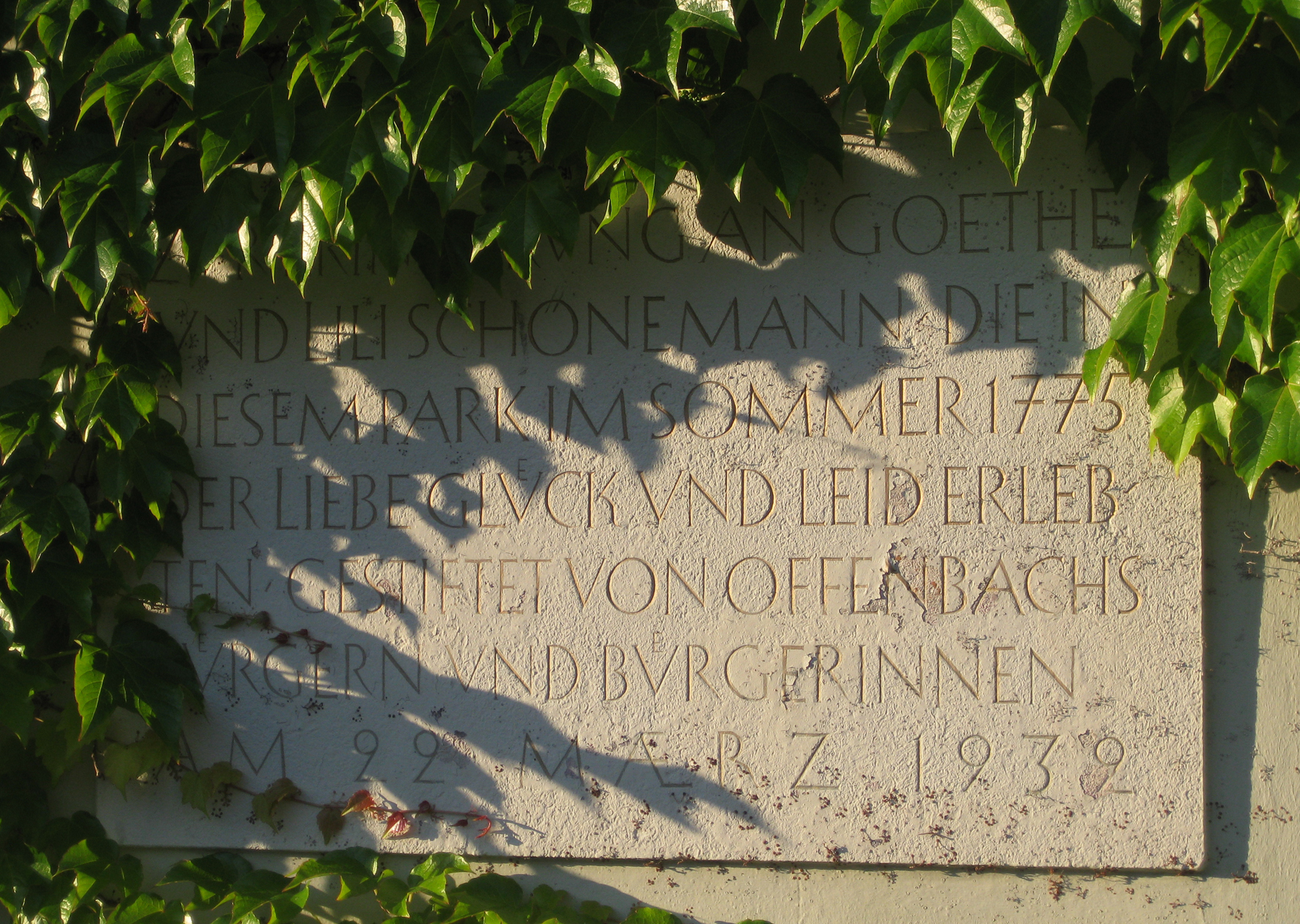
Gedenktafel in Offenbach

Anna Elisabeth Schönemann (* 23. Juni 1758 in Offenbach am Main; † 6. Mai 1817 in Krautergersheim im Elsass), verheiratete von Türckheim, ging als Goethes Verlobte „Lili“ in die Literaturgeschichte ein.

## Leben
Lili Schönemann war die Tochter eines vermögenden Frankfurter Bankiers. Ihre Mutter entstammte der adligen Hugenottenfamilie d’Orville, die gemeinsam mit der Familie Bernard eine Fürstlich Isenburgsche privilegierte Schnupftabakfabrik in Offenbach am Main betrieb. Somit spielte sich ein Großteil der folgenden Liebesgeschichte, die Goethe im 17. Buch seiner Autobiographie Dichtung und Wahrheit ausführlich schildert, in Offenbach am Main ab, das damals als eine ländliche Idylle vor den Toren Frankfurts lag. Goethe hatte die musikalische Sechzehnjährige bei einem Hauskonzert der Familie Schönemann in Frankfurt am Main kennengelernt und sich im Frühjahr 1775 mit ihr verlobt. Beide standen in einem eigenartigen Liebesverhältnis zueinander, welches man ohne große Mühe aus Goethes Gedicht Lilis Park herauslesen kann:
Ist doch keine Menagerie so bunt als meiner Lili ihre!
Sie hat darin die wunderbarsten Tiere
Und kriegt sie 'rein, weiß selbst nicht wie,
Die armen Prinzen allzumal,
In nie gelöschter Liebesqual!
Wenig später wird Goethe, der es sonst strikt vermied, seine Liebschaften in Texten mit dem wahren Namen zu erwähnen, deutlicher:
Sie streicht ihm mit dem Füßchen übern Rücken;
Er denkt im Paradiese zu sein.
Wie ihn alle sieben Sinne jücken!
Und sie - sieht ganz gelassen drein.
Ich küß' ihre Schuhe, kau an den Sohlen,
Ganz sachte heb ich mich und schwinge mich verstohlen
Leis an ihr Knie - am günst'gen Tag
Läßt sie's geschehn und krault mir um die Ohren. (…)
Doch hat sie auch ein Fläschchen Balsamfeuers,
Dem keiner Erde Honig gleicht,
Wovon sie wohl einmal, von Lieb' und Treu' erweicht,
Um die verlechzten Lippen ihres Ungeheuers
Ein Tröpfchen mit der Fingerspitze streicht.

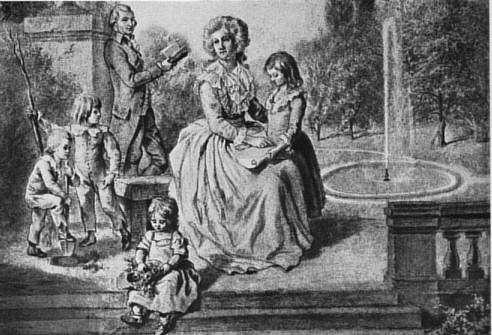
Lili von Türckheim geb. Schönemann im Kreise ihrer Familie 1789

Schon nach einem halben Jahr wurde beider Eheversprechen wieder gelöst, denn die Elternhäuser standen der Verbindung ablehnend gegenüber, und Goethe selbst empfand Lili bald als Einengung seiner Lebensplanung. Dennoch konnte er Lili zeitlebens nicht vergessen (wie in Dichtung und Wahrheit nachzulesen ist), hatte seinerzeit bei seiner ersten italienischen Reise sogar ihr Konterfei in einem Medaillon um den Hals mit über die Alpen genommen. Noch im Alter von 80 Jahren offenbarte Goethe seinem Vertrauten Friedrich Soret „Lili war die erste, die ich tief und wahrhaft liebte, und vielleicht war sie auch die letzte.“
Drei Jahre nach der Trennung von Goethe heiratete Schönemann den Bankier Freiherrn Bernhard von Türckheim (Bernard-Frédéric de Turckheim), der später Bürgermeister von Straßburg und danach Präsident des dortigen Konsistoriums wurde. Während der französischen Revolution 1793 von der Jakobinerherrschaft bedroht, musste die Familie fliehen. Als Bäuerin verkleidet erreichte Lili mit ihren Kindern die deutsche Grenze. In der Emigration lebte sie einige Zeit in Erlangen, wo sich ihr überaus starker Charakter als Stütze der Familie bewährte. Später kehrte sie nach Straßburg zurück. 
Am Anfang des 19. Jahrhunderts kam es noch einmal zu einem kurzen Briefwechsel mit Goethe, als sie ihn, allerdings vergeblich, um seine Protektion für einen jungen Bekannten bat. Als Vorbild zweier Frauengestalten Goethes, Stella und Dorothea, ging Lili Schönemann in die Literaturgeschichte ein. In Offenbach am Main erinnern vor allem der Lili-Tempel und der Lili-Park an das Geschehen.
Sie ist mit ihrem Gatten in der Privatkapelle der von Türckheims in Krautergersheim bestattet.

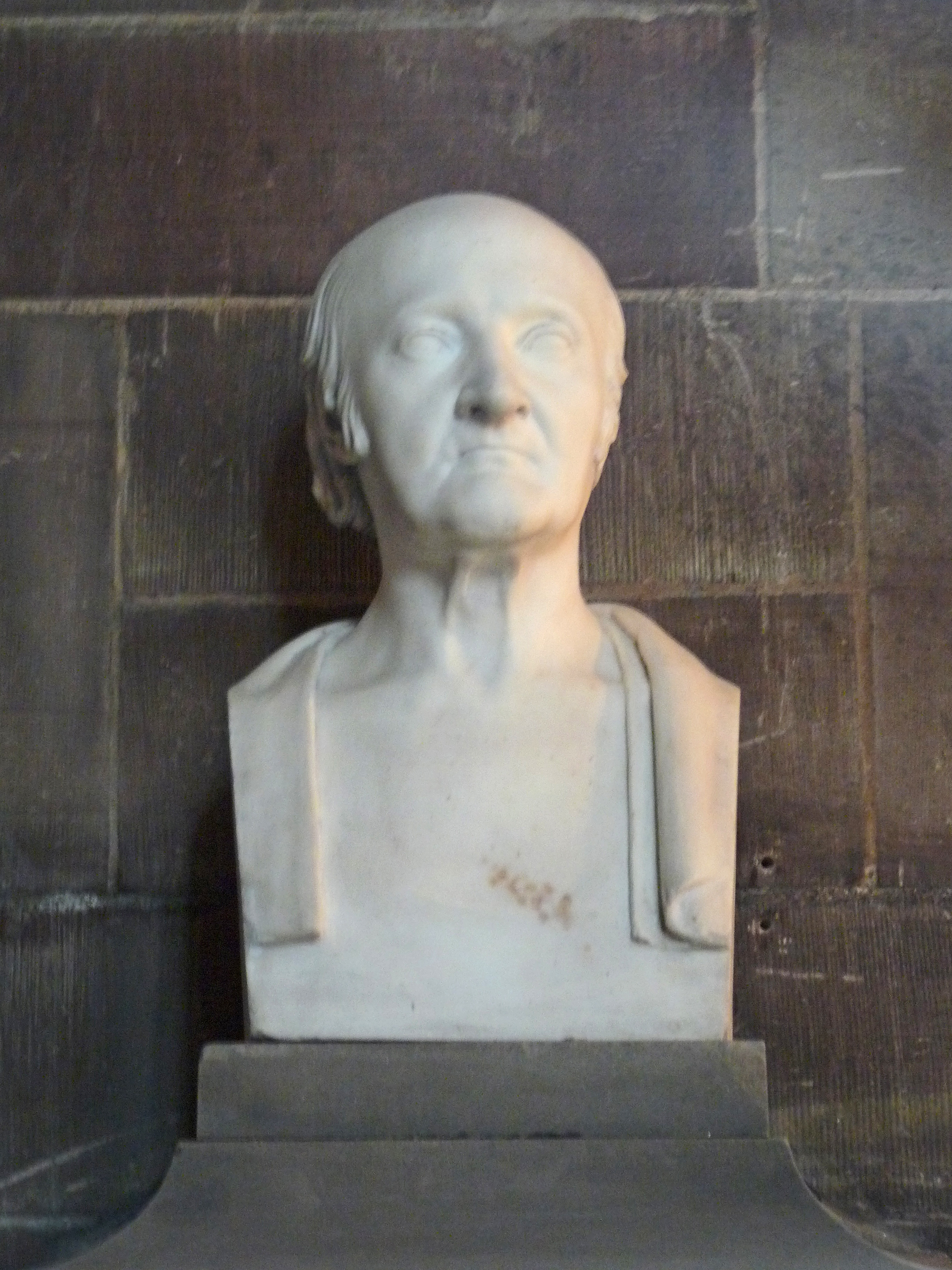
Bernard Frédéric de Turckheim, Ehemann der Lili von Turckheim
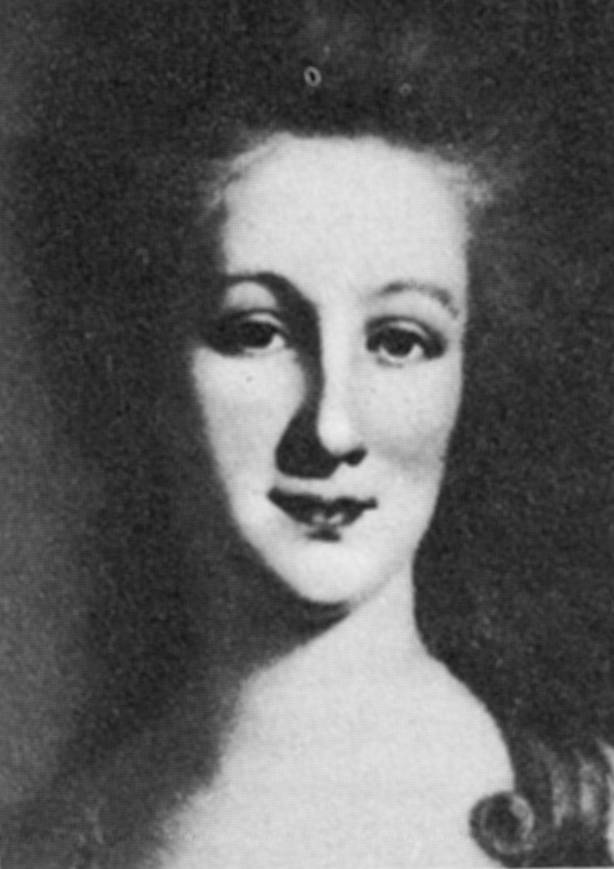
Lili von Türckheim (1780)
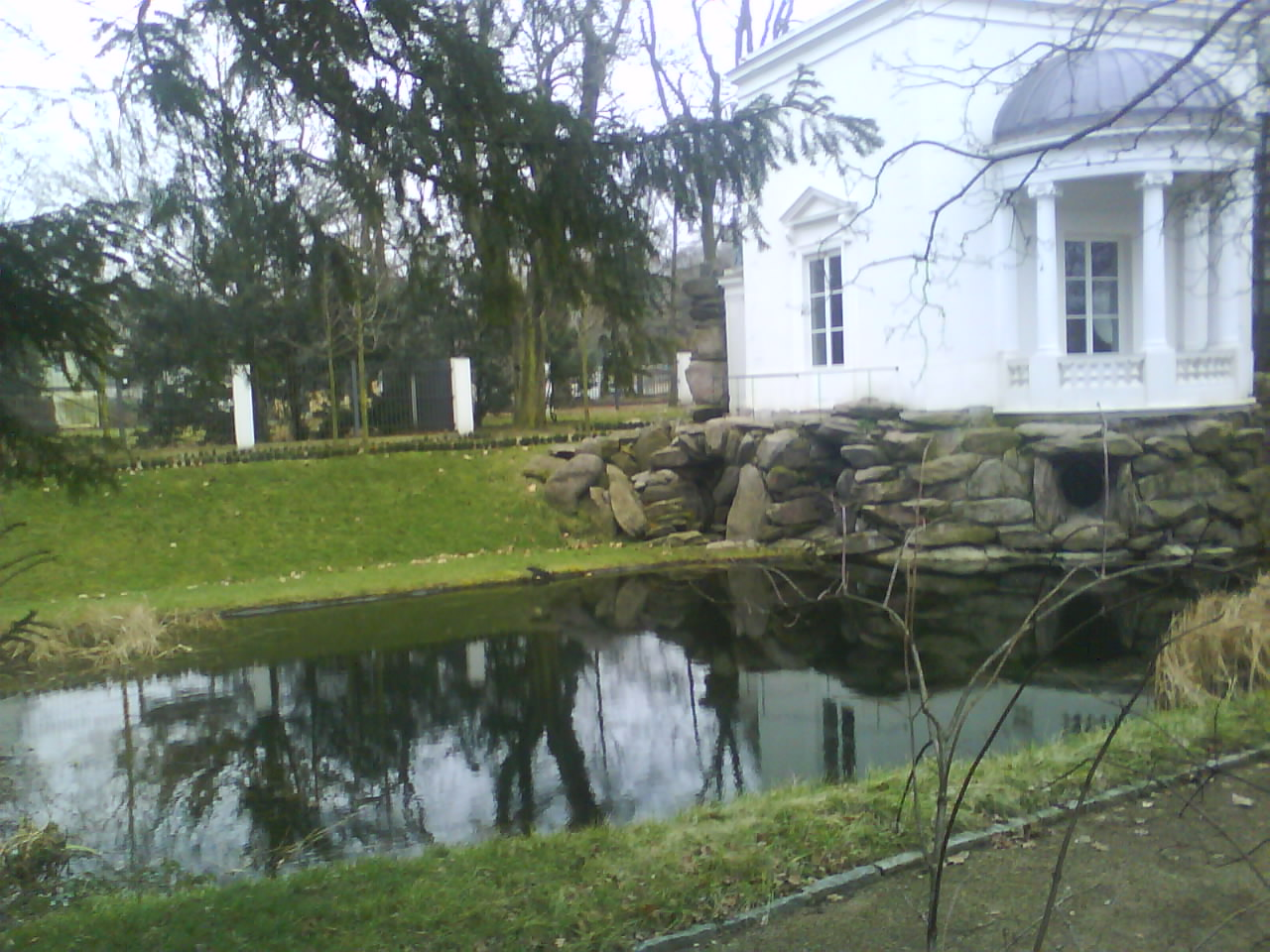
Lili-Tempel, Offenbach. Hier lustwandelte der 25-jährige Goethe im Sommer 1775 mit der 16 Jahre alten Bankierstochter Anna Elisabeth („Lili“) Schönemann.